# 荻野友大
荻野 友大（おぎの ともひろ、1966年2月25日 - ）は日本の映像プロデューサー・ディレクター・著作家。

## 経歴
日本大学芸術学部放送学科卒業。
報道情報番組、ドキュメント、ドラマなどのテレビ番組を主体に、劇場映画、企業プロモーション、イベント映像など、映像メディアの多方面で活動。
映画（特に特撮作品）に関する知見を下敷きに著述業も行う。

## 主な作品

### テレビ
- WOWOW 『ロマン・ポルノ伝説1971-1988』（2009年／構成）第47回ギャラクシー賞受賞[2]
- WOWOW 『ドラゴン旋風！〜ブルース・リーの伝説と遺産』（2010年／構成）
- 日本映画専門チャンネル 『東京映画散策』（2011年／企画・構成・ディレクター）
- NHKワールド 『LAST ARTISANS』（2011年／企画・構成・ディレクター）
- WOWOW 『君にも見えたかウルトラの星！帰ってきたウルトラマンの魅力』（2013年／構成・ディレクター）第4回衛星放送協会オリジナル番組アワード・ミニ番組部門最優秀賞[3]
- NHKワールド 『great gear』（2013年〜2020年／ディレクター）
- NHK-BSプレミアム 『祝ウルトラマン50乱入LVE!怪獣大感謝祭』（2016年／ディレクター）
- BS朝日 『ザ・ドキュメンタリー“特撮の神様”円谷英二』（2017年／構成）
- NHK BS4K 『だれも見たことがない“ウルトラQ”』（2018年／構成・ディレクター）
- BS12 『東日本大震災・原発事故から10年“ふるさとが歌えるその日まで”』（2021年／構成）
- NHK総合 『超速パラヒーロー ガンディーン』（2021年／プロデューサー）

### 映画
- 『新世紀ウルトラマン伝説』（2002年／構成）
- 『宮城野 (映画)』（2010年／プロデューサー）

### 書籍
- 双葉社 『怪奇大作戦大全』（2001年）
- 双葉社 『帰ってきたウルトラマン大全』（2002年）